# Chiesa di San Tommaso Apostolo (Cles)
La chiesa di San Tommaso Apostolo è una chiesa sussidiaria a Dres, frazione di Cles, in Trentino. Risale all'XI secolo.

## Storia

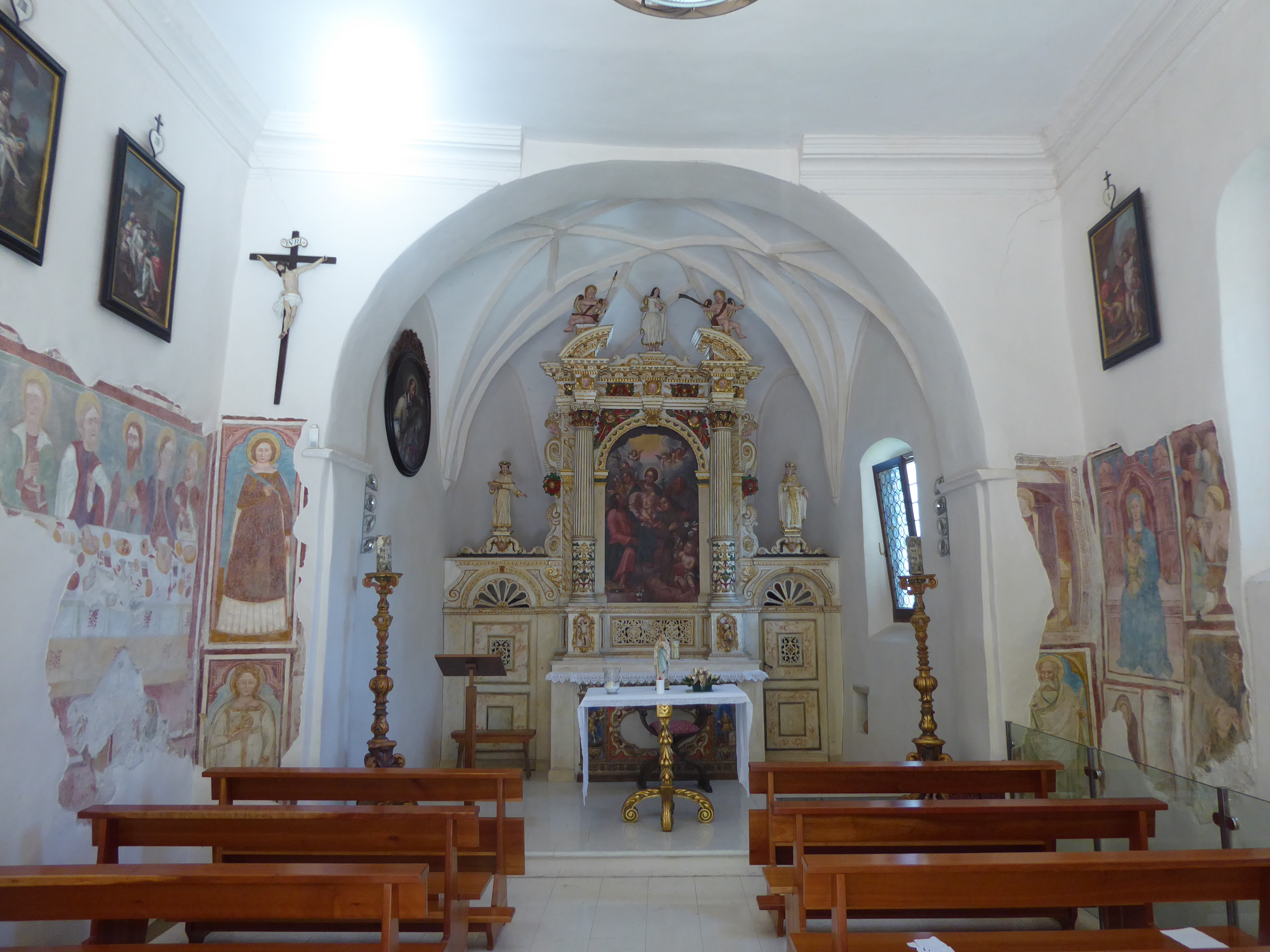
Interno

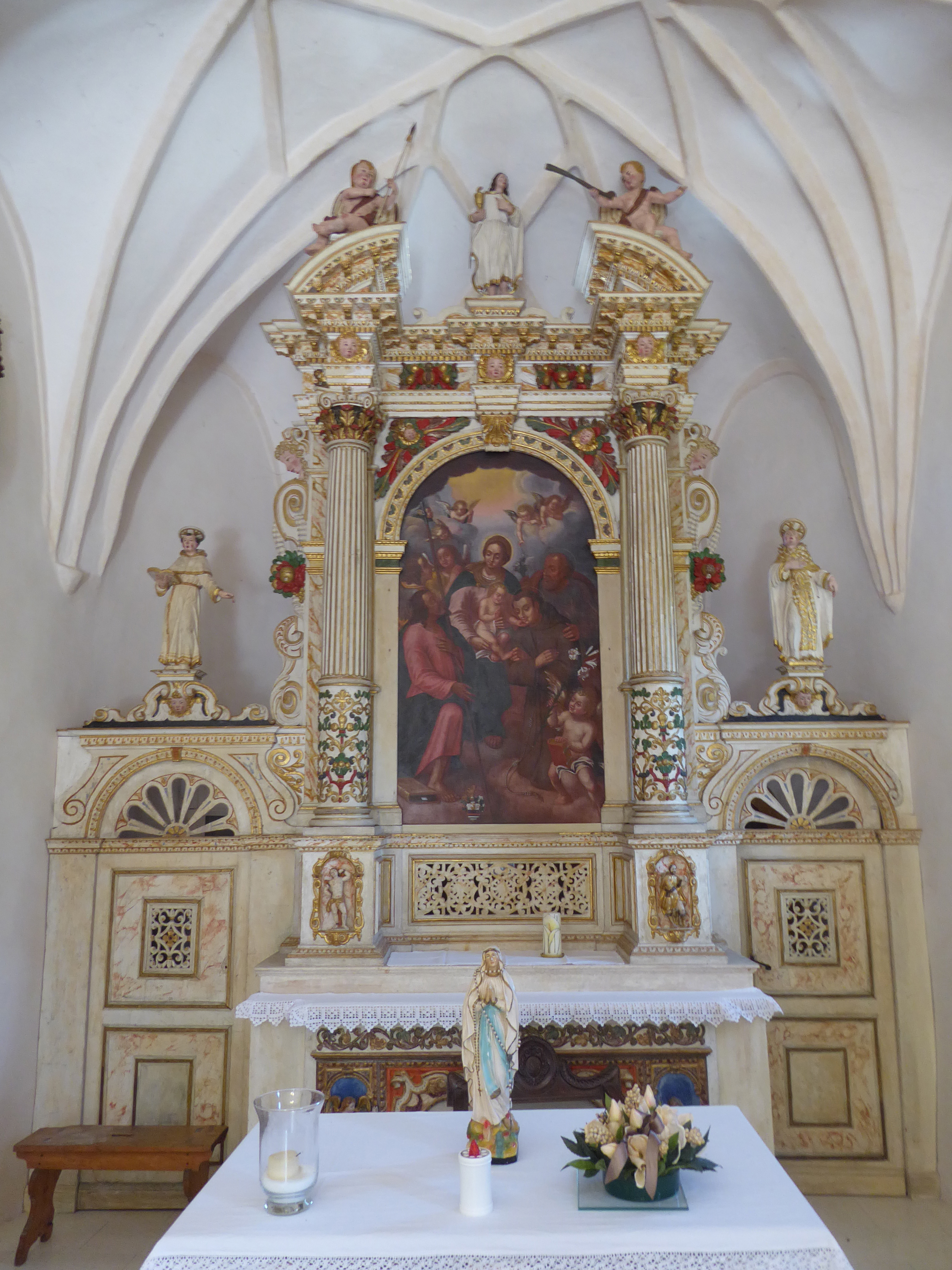
Altare

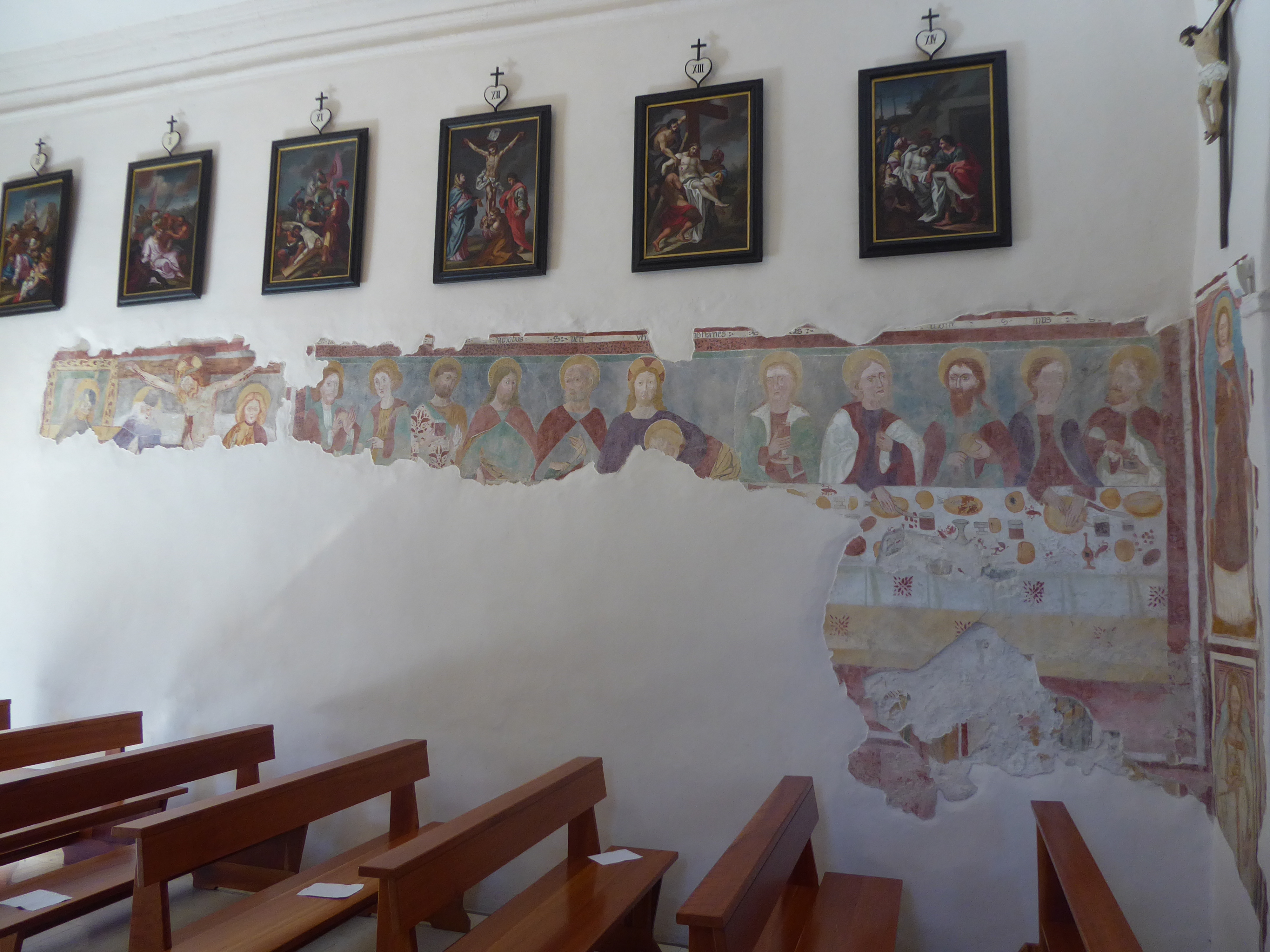
L'Ultima Cena

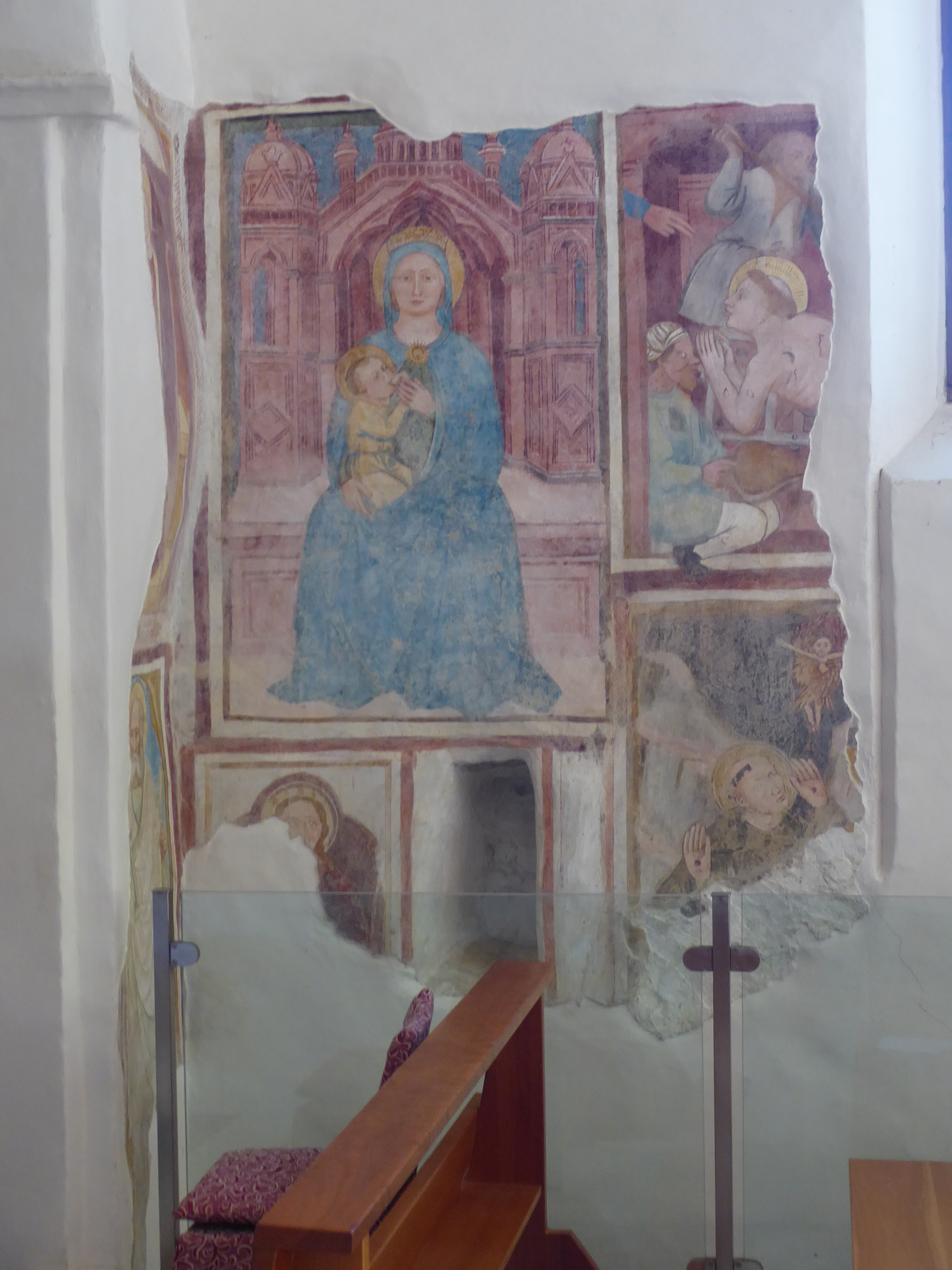
Affreschi della parete destra

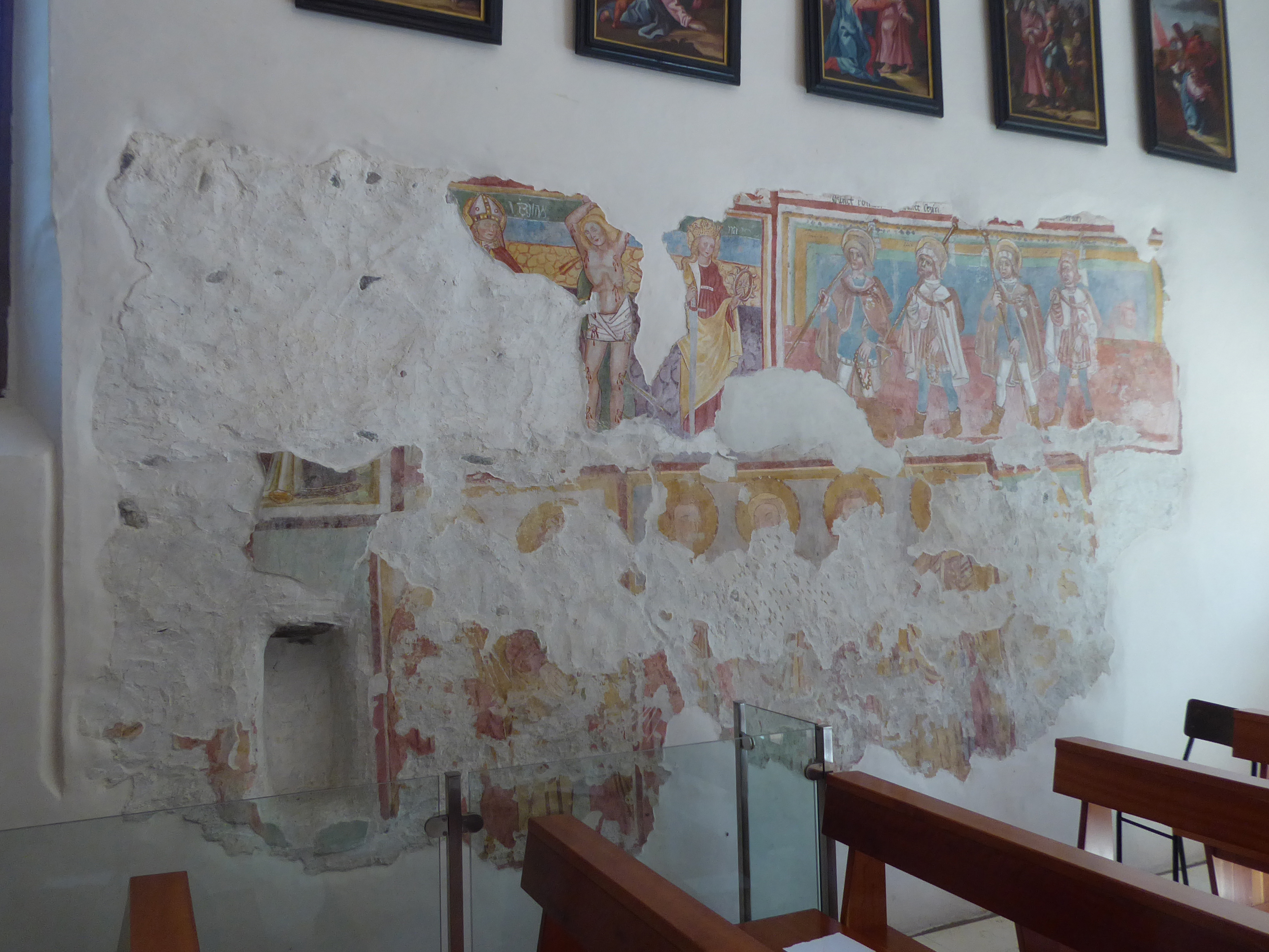
Affreschi della parete destra

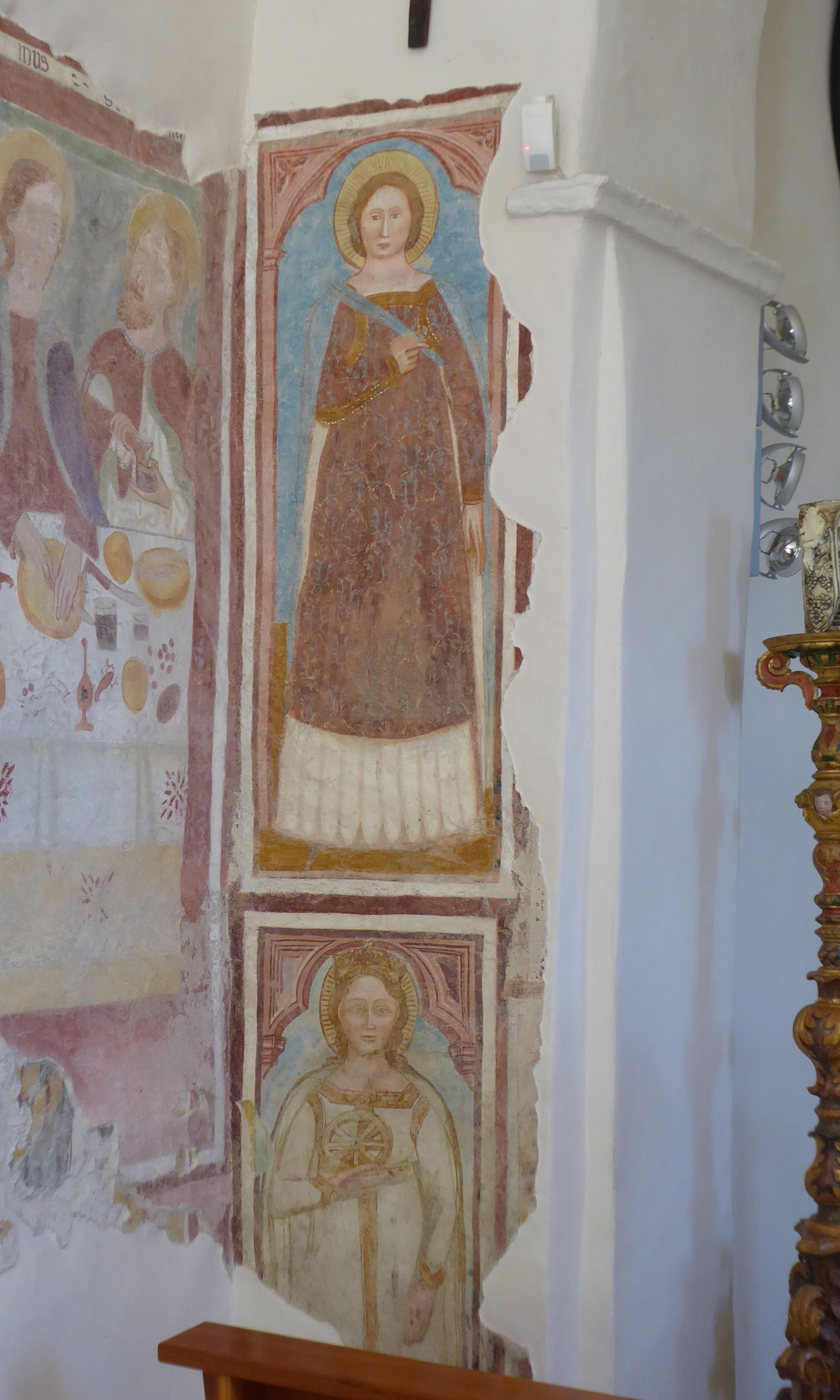
Santa Caterina d'Alessandria (sotto) e un'altra santa martire

La costruzione di un edificio di culto dedicato all'apostolo Tommaso nella località di Dres si ipotizza sia da collocare attorno al XIII secolo
Una prima citazione ufficiale della chiesa potrebbe trovarsi in un documento del 1322.
All'inizio del XVII secolo l'edificio originario venne restaurato ed ampliato, la pavimentazione venne sistemata e gli affreschi presenti in parte coperti. In seguito, dato il giudizio critico sulle condizioni dell'edificio espresse nel corso di una visita di emissari del vescovo di Trento Carlo Emanuele Madruzzo
si ebbero lavori importanti di adeguamento e risanamento, con la sistemazione anche del soffitto e la conseguente copertura della volta affrescata a stucchi.
Alla metà del XIX secolo il tetto viene rifatto e di nuovo, a partire dal 2001, inizia un nuovo piano di restauri conservativi che prevedono interventi sulle volte absidale e della navata, controllo della torre campanaria e consolidamento generale della struttura con protezione dall'umidità e revisione dell'impiantistica.

## Descrizione
La chiesa attuale è ad aula unica, soffitto piano, con abside poligonale tardogotica a est, coperta da una volta a nervature senza funzione portante, facciata a ovest, completamente intonacata di bianco esternamente, frutto dei recenti restauri che hanno eliminato porzioni incongruenti o danneggiate d'intonaco. La facciata a capanna, fiancheggiata da un campanile, mostra un portale centrale a tutto sesto e due finestrelle simmetriche a lato, corrispondenti a una tipologia molto diffusa nel Trentino tra XVI e XVII secolo. Sopra il portale compare la data 1616 corrispondente alla fine dei lavori di allungamento dell'edificio sacro e di rifacimento della facciata. All'epoca risalgono pure i lavori di innalzamento del piano pavimentale, d'imbiancatura interna e la conseguente copertura degli affreschi (in parte a secco e semisecco) sui muri laterali; soltanto in occasione del recente restauro venne portata alla luce e restaurata la decorazione pittorica laterale, mentre gli affreschi sull'arco santo erano già visibili precedentemente. Peraltro l'arco santo venne ampliato verso il 1672 per dare maggiore visibilità all'altare (consacrato nel 1579) e alla pala di Mattia Fiser commissionata dalla nobile famiglia Begnudelli nel 1673.
Sulla parete meridionale compaiono, a circa due metri di distanza dalla controfacciata, tre frammenti di affreschi della fine del XIII secolo o dell'inizio del XIV, importanti perché documentano la manifesta antichità della chiesa, visto che ci riconducono al XIII secolo, periodo antecedente al 1322, a cui risale la prima citazione della chiesa. L'unico affresco leggibile si trova al centro e mostra quattro santi con aureole perlinate. Sopra l'ultimo santo a destra si legge il nome [BARTOLO]MEUS. Questi affreschi sono ascrivibili al cosiddetto Zeichenstil e Linearstil di matrice gotica, stili provenienti dal lago di Costanza e dalla Svevia e giunti nel Trentino nel tardo tredicesimo secolo. Evidenti sono pure le affinità stilistiche con gli affreschi tardoromanici nell'antica basilica dei Santi Martiri a Sanzeno. Sopra questi frammenti di affresco si ammira una scena molto originale con San Romedio e i santi martiri anauniensi Sisinnio, Martirio e Alessandro. Questo anonimo pittore locale impronta il suo stile a quello dei pittori nordici, in particolare a quello di un pittore attivo nel 1482 nella chiesa di San Marcello a Dardine, affine allo stile di Simon von Taisten e di Leonardo da Bressanone. Lo stesso maestro, o un suo stretto collaboratore, ha raffigurato negli anni ottanta del XV secolo San Romedio con i compagni Davide e Abramo nella chiesa di San Paolo a Pavillo.
San Romedio e i santi martiri sono stati realizzati da un pittore più modesto, pure negli anni ottanta del XV secolo, e qui emerge chiaramente lo stile nordico dove il colore soggiace al disegno, così pure la naturalistica raffigurazione fin nei particolari più minuti, tanto cara ai pittori del nord. I santi sono raffigurati in abiti da pellegrini come si usava nel Medioevo: portano il mantello, il cappello, la bisaccia, il bordone, la conchiglia, il circulum precatorium, una sorta di rosario medievale, e moderni stivaletti di pelle di fattura quattrocentesca. Accanto, si trova un frammento con San Vigilio, San Sebastiano e Santa Caterina di Alessandria con i suoi attributi iconografici: la spada e la ruota. La santa, graziosa e slanciata, si conforma ancora allo stile gotico internazionale: i capelli ondulati giocano capricciosamente con i denti tremuli della ruota, il suo volto è molto dolce e la scena, nel suo complesso, viene impaginata su un fondo astratto in parte marmorizzato, dai colori brillanti.
Si presume che l'affresco sia stato realizzato negli anni novanta del XV secolo, probabilmente da un artista locale di talento, attivo nella chiesa di San Vigilio a Tassullo e influenzato dallo stile di Leonardo da Bressanone che aveva pure lavorato in Val di Non, precisamente a Castel Braghér nel 1461. L'affinità stilistica a Leonardo si evince, oltre che dalla descrizione dei particolari e dalla grande corona di Santa Caterina, dalla mancanza di drammatica forza espressiva dei personaggi, dai cui volti invece emerge un'intima, serena rassegnazione, come peraltro si evince palesemente nel volto di Cristo con San Giovanni Evangelista, Sant'Antonio Abate e San Rocco, dipinto sul muro settentrionale, esattamente di fronte all'affresco qui trattato. Per quanto riguarda San Rocco (il primo da sinistra), pur in assenza di attributi iconografici incontrovertibili, si può identificare il santo per la sua stringente somiglianza alle raffigurazioni di San Rocco nella chiesa di San Vigilio a Tassullo.
Tornando alla decorazione della parete meridionale, dopo una finestra aperta nel XVII secolo che ha distrutto in parte l'affresco accanto ad essa, si trovano su uno strato pittorico omogeneo: il martirio di San Lorenzo (molto rovinato dalla finestra), una Madonna allattante assisa su un trono decorato con pinnacoli, piccoli archi, gallerie traforate; nel registro inferiore compaiono San Francesco che riceve le stimmate e un frammento di Santa. Il pittore si ispira al modo di fare artistico di Altichiero e Martino da Verona, seguaci di Giotto. La scena con San Lorenzo è molto narrativa; l'assenza di pause ritmiche e i gesti affastellati dei protagonisti aumentano la concitazione così pure espedienti narrativi quali la gamba dell'aguzzino che deborda dalla cornice del dipinto coinvolgendo il riguardante. I visi levigati e la soffusa modulazione del colore, steso con larghe campiture, ci introducono nel mondo di Martino da Verona, pur considerando che gli affreschi di Dres sono di modesta qualità, rispetto alle espressioni pittoriche di Martino.
Nella Madonna allattante colpisce la somiglianza con la cosiddetta Madonna Castelbarco nella chiesa dei Domenicani a Bolzano, datata 1379. Quest'ultima costituisce la prima testimonianza in regione della pittura veronese legata ad Altichiero, giunta proprio per tramite del maestro della Madonna Castelbarco, nella chiesa di Santa Lucia a Fondo e in seguito a Dres e nella chiesa di San Vigilio a Cles. Rispetto alla Madonna Castelbarco, il linguaggio figurativo adottato a Dres è aggiornato alle diafane fisionomie di Martino da Verona e ai troni complicati adottati da Altichiero nelle sue opere padovane. Probabilmente gli affreschi nella chiesa di San Tommaso furono dipinte da un pittore veronese, oppure un pittore locale, formatosi al seguito di pittori veneti. Stilisticamente gli affreschi sono da far risalire al volgere del XIV secolo o ai primissimi anni del XV.
L'arco santo è completamente affrescato;  i brani pittorici appaiono in parte mutili, in conseguenza dell'ampliamento dell'arco santo che ne ha distrutto in parte la superficie pittorica. A destra in alto compare la Vergine Annunciata. L'angelo sul muro opposto è andato distrutto nei rimaneggiamenti del XVII secolo. La Madonna, di ascendenza giottesca, è contenuta in un'edicola sproporzionata, ove la ricerca della messa in forma prospettica dello spazio rappresentato appare ancora incerta; è circondata da una cornice cosmatesca, introdotta da Giotto per la prima volta a Padova nella cappella degli Scrovegni, e che ebbe diffusione in Val di Non fino all'inizio del '400. La realizzazione dell'Annunciazione può risalire a quest'epoca ed è ascrivibile a un pittore veneto o locale formatosi al seguito di un pittore veneto affine a Martino da Verona, probabilmente attivo nella chiesa di San Vigilio a Cles dove raffigurò le Nozze mistiche di Santa Caterina d'Alessandria.
Nel registro inferiore compare un affresco di qualità superiore: un Apostolo martire con un libro e la palma del martirio. Si nota l'impaginazione a tre quarti, la pennellata larga, costruttiva che modella la figura, conferendole risalto plastico, unitamente a un sapiente gioco chiaroscurale che con gocce di luce struttura il cranio dell'Apostolo, e inoltre si notano le pennellate brevi e vaporose della barba, l'elegante modulazione cromatica del manto e della tunica attestantesi su tonalità altichieresche con accenti derivanti dalla pittura lombarda fatta conoscere a Padova da Giusto de' Menabuoi. L'affresco è databile agli anni ottanta del '300. Allo stesso periodo sono ascrivibili due sante di qualità modesta, dipinte sul lato sinistro dell'arco santo: una Santa Martire in alto e Santa Caterina d'Alessandria nel registro inferiore. L'autore di queste ultime è da ricondurre sempre all'ambiente veronese o ad artisti locali formatisi al seguito di artisti veneti, probabilmente attivi nella chiesa di Santa Lucia a Fondo, dove si trova un ciclo pittorico derivante dal maestro della Madonna Castelbarco più sopra citata.
Sulla parete settentrionale accanto alla Crocifissione con santi già trattata, campeggia un'Ultima Cena lombarda, la cui parte inferiore è scomparsa. La scena è divisa da una cesura d'intonaco che pone in risalto la mano di due pittori, ognuno attivo nella sua parte di competenza. Un pittore, più talentuoso, dipinge Cristo, San Giovanni, il cui capo poggia sul petto di Cristo, Pietro, Giacomo e Bartolomeo, che, secondo l'iconografia tradizionale, indossa un manto più prezioso degli altri apostoli, quale risarcimento del suo tremendo martirio, essendo stato scorticato vivo. Il resto del dipinto è realizzato da un pittore più modesto, ma con spiccato gusto narrativo. Il tavolo è apparecchiato con abbondanza d'alimenti prelibati: ciliegie (con il processo di maturazione alludono alla Resurrezione), gamberi di fiume (grigi all'origine, diventano rossi durante la cottura e, con il loro cambiamento di colore, alludono pure alla Resurrezione), pesci (simbolo di Cristo). Questi artisti sono attivi pure nel 1476 nella chiesa di Sant'Agnese a Tres, dove, più ancora che a Dres, si attestano su un linguaggio formale influenzato dalla pittura nordica, quali la preziosità delle decorazioni, le grandi corone, la saturazione degli spazi con ornamenti, gli stacchi cromatici senza modulazione chiaroscurale, le grandi corone delle sante; la datazione degli affreschi di Tres condiziona la datazione dell'Ultima Cena, da far risalire a un periodo tra gli anni settanta e ottanta del Quattrocento.
Nel presbiterio sono esposti due candelabri attribuiti a Giovanni Battista Ramus, da far risalire alla metà del XVII secolo, in considerazione della presenza di elementi barocchi nell'intaglio del fusto, quali foglie e volute. Il coro ospita un altare consacrato nel 1579 dotato di due prolungamenti che dividono il fondo dell'abside dal presbiterio, celando un muro arricchito da una piccola fontanella barocca. L'altare contiene una pala datata 1673, donata dalla nobile famiglia Begnudelli originaria forse di Strombiano, in Val di Peio; il quadro raffigura la Madonna col Bambino, Sant'Antonio da Padova, San Tommaso e San Giuseppe. La parete della navata ci mostra una Via Crucis ottocentesca, trasferita dalla chiesa dei SS. Pietro e Paolo a Maiano; mentre sulla parete nord del coro compare un quadro raffigurante San Giovanni Nepomuceno. Sopra la porta d'ingresso sul muro occidentale privo di affreschi sono appesi i ritratti di San Carlo Borromeo, cardinale e arcivescovo di Milano, e di San Francesco di Sales.